# Koške Poljane
Koške Poljane este o localitate din comuna Šmartno pri Litiji, Slovenia, cu o populație de 6 locuitori.